# T-Rex (serie animata)
T-Rex (in inglese The Adventures of T-Rex, in giapponese T-rekkusu (T-レックス?)) è una serie televisiva a cartoni animati, co-prodotta dalla giapponese Kitty Films e dalla statunitense Gunther-Wahl Productions in collaborazione con C&D (Créativité et Développement).

## Trama
Ambientato in un mondo di dinosauri antropomorfi, i fratelli tirannosauri Bernie, Bruno, Bubba, Bac e Bugsy sono nati con poteri speciali per aiutare a combattere il crimine. Di giorno, formano un quartetto comico e canoro che si esibisce alla Dragon Company di Rep City, mentre la notte indossano delle armature tecnologiche e partono con la Rexmobile per combattere "Big Boss" Graves, boss del crimine di Rep City, e la sua malvagia organizzazione The Corporation, composta anche da Little Boss, Adder, Madder, Shooter, Cuddles, Axe e il Dottore.

## Personaggi
- Bernie
- Bruno
- Bubba
- Bac
- Bugsy
- Ed
- Capo
- Big Boss
- Little Boss

## Doppiaggio
| Personaggio | Doppiatore italiano |
| ----------- | ------------------- |
| Bernie      | Riccardo Peroni     |
| Bruno       | Cesare Rasini       |
| Bubba       | Raffaele Fregonese  |
| Bac         | Giorgio Ginex       |
| Bugsy       | Giovanni Battezzato |
| Ed          | Salvatore Landolina |
| Capo        | Enrico Bertorelli   |
| Big Boss    | Antonio Paiola      |
| Little Boss | Davide Garbolino    |

## Sigle
La sigla italiana T-Rex, testo di Alessandra Valeri Manera, musica di Carmelo Carucci, è cantata da Cristina D'Avena.